# Acro Sport
Acro Sport Inc est une entreprise américaine qui commercialise les plans d'avions destinés à la construction amateur, tels que Acro Sport I, Acro Sport II, Nesmith Cougar (en), Pober Junior Ace, Pober Pixie (en) ou Pober Super Ace (en).

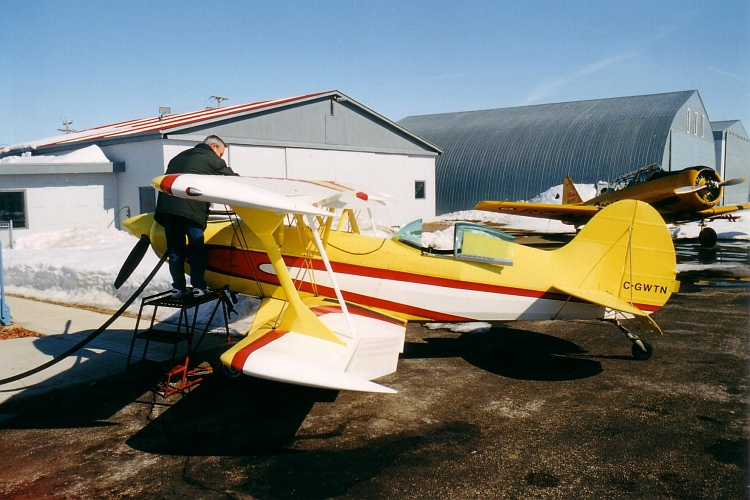
AcroSport II